# Hirschlausfliege
Die Hirschlausfliege (Lipoptena cervi), kurz auch „Hirschlaus“ genannt, ist eine Fliege aus der Familie der Lausfliegen (Hippoboscidae).

## Merkmale

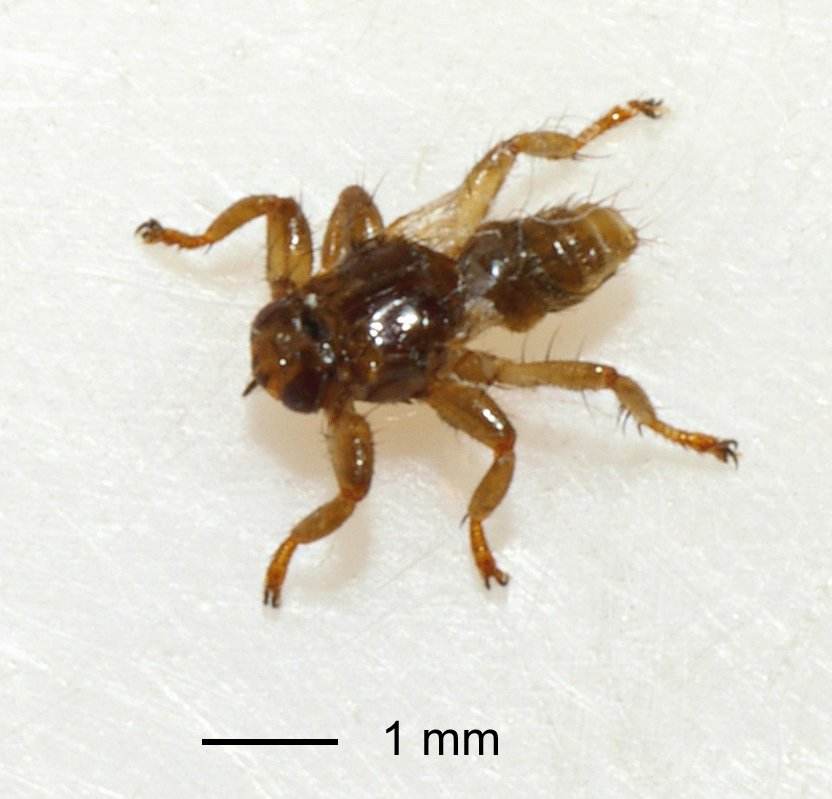
Diese Lausfliege, möglicherweise Lipoptena cervi, befand sich im Kopfhaar eines Menschen. Unklar ist, ob sie die Flügel selbst abgeworfen hat oder ob diese beim Versuch, das Tier zu entfernen, abgebrochen sind

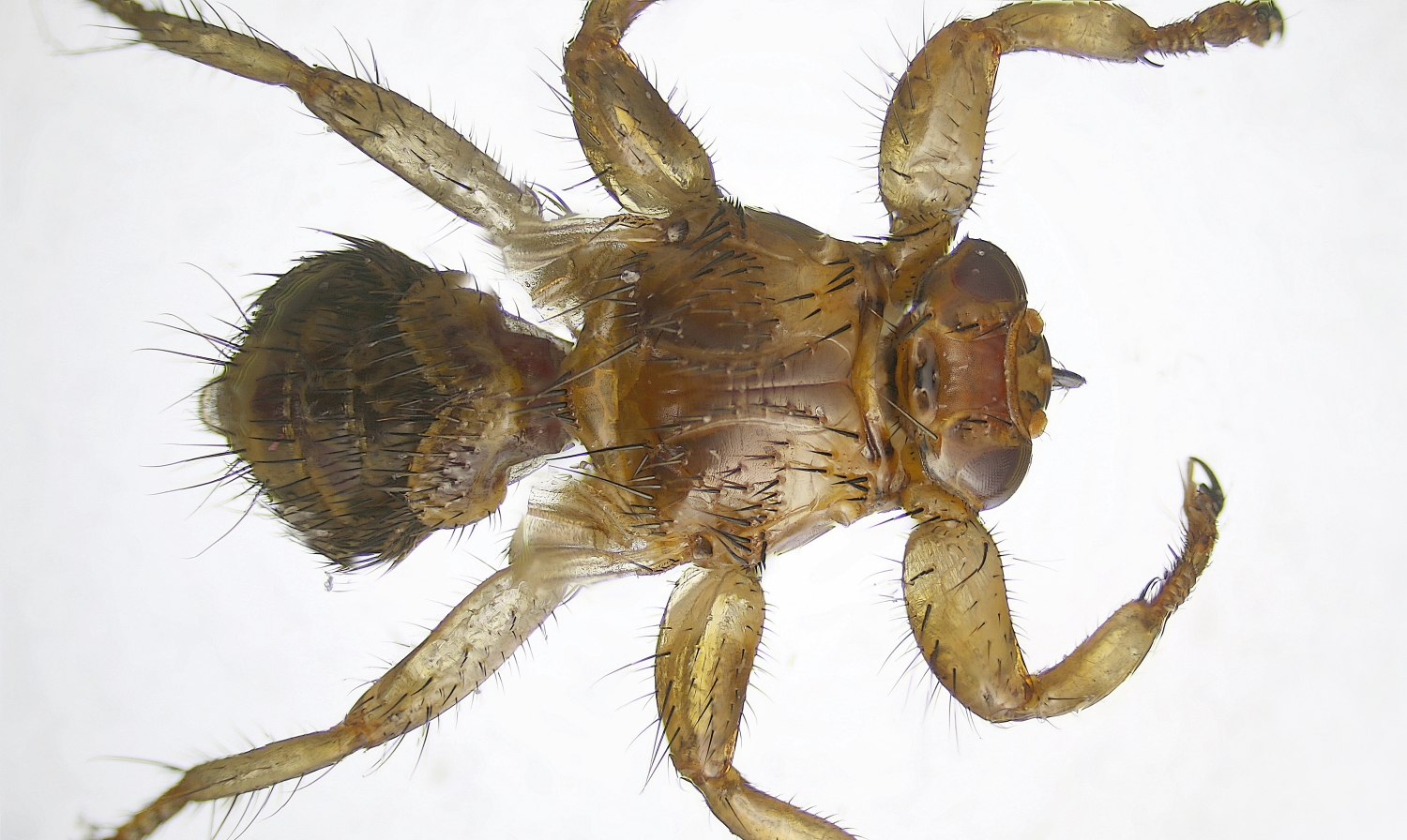
Hirschlausfliege mit bereits abgebrochenen Flügeln

Diese Lausfliegen erreichen eine Körperlänge von fünf bis sechs Millimetern, wobei auf Kopf und Thorax 2,4 bis 2,8 Millimeter entfallen. Neben den Facettenaugen sind auch Punktaugen ausgebildet. Das Mesonotum trägt sechs bis neun Acrostichalborsten, drei bis vier Postalarborsten und vier bis fünf Präscutellarborsten. Die Flügel besitzen drei Längsadern. Das Klauenglied der Tarsen ist im Bau einfach, aber stark gekrümmt.

## Vorkommen und Lebensweise
Die Tiere kommen in der Paläarktis, von Europa bis Sibirien, in großer Zahl vor, besonders in Waldnähe. In der Nearktis wurden sie eingeschleppt. Die Spezies ist ein Ektoparasit auf verschiedenen Hirscharten, Dachsen oder auch Wildschweinen und ernährt sich dabei blutsaugend.
Menschen werden ebenfalls angeflogen und sollen manchmal auch gestochen werden. Die Fliegen tragen oft ein bestimmtes Bakterium – den Erreger Bartonella schoenbuchensis. Noch ist jedoch nicht sicher, ob Bakterien auf den Menschen übertragen werden. Es gibt wenige Fallberichte, die auf unspezifische Beschwerden und Hautentzündungen bei gestochenen Menschen hinweisen.
Nachdem der Wirt angeflogen wurde, krallt sich die Fliege fest und bricht ihre Flügel ab. Die Weibchen bringen lebende verpuppungsreife Larven zur Welt (Viviparie, genauer Pupiparie); diese verpuppen sich rasch am Boden. Die Imagines der neuen Generation schlüpfen im Oktober und November und fliegen auf der Suche nach geeigneten Wirten aus.

## Ausbreitung als invasive Art
Die Hirschlausfliege hat sich seit den 1960er Jahren nach Finnland ausgebreitet, wo die Art vorher unbekannt war (finnisch: Hirvikärpänen). Es wird angenommen, dass sie aus dem benachbarten Russland eingewandert ist. Hauptwirt hier ist der Elch (Alces alces). Möglicherweise geht die Ausbreitung darauf zurück, dass Elche in den 1930er Jahren in Finnland nahezu ausgerottet waren und noch in den 1950ern als selten und bedroht galten. Die Lausfliege kann auf individuellen Elchen erhebliche Dichte erreichen und gilt als bedeutsamer Schädling, zumal die fliegenden Tiere (als Fehlwirt) auch Menschen anfliegen, die sich im Wald aufhalten. Ein Befall von wilden und domestizierten Rentieren (Rangifer tarandus) ist nachgewiesen, aber bisher gering, möglicherweise deshalb, weil deren Hauptverbreitungsgebiet weiter nördlich liegt. Eine weitere Ausbreitung des Parasiten wird aber befürchtet. Vom Menschen mit Tiertransporten eingeschleppt lebt die Art heute auch auf verschiedenen Hirscharten in Nordamerika, Erstnachweis war hier 1907 in Pennsylvania und New Hampshire. Heute ist sie in den nordöstlichen USA häufig und weit verbreitet und erreicht in Virginia das Areal der hier einheimischen Lipoptena mazamae, so dass beide Arten zusammen (sympatrisch) vorkommen.